# Krys Marshall
Krys Marshall, née le 20 janvier 1989 à Atlanta, dans l'État de Géorgie, est une actrice américaine.

## Biographie
Krys Marshall est diplômée d'un Bachelor of Fine Arts en art dramatique de l'University of North Carolina School of the Arts.
Après de nombreux petits rôles à la télévision, elle décroche l'un des rôles principaux de la série For All Mankind.

## Filmographie

### Cinéma
- 2011 : Lesbian Cops de David Aslan et Aaron Burnett (DTV) : l'officier Rashida Thompson
- 2012 : Raincheck Romance de Mark Mallorca (court métrage) : Jenny
- 2014 : Doubles de Jacob Motz : une personnalité de la radio/télé
- 2018 : Soliloquy (court métrage) de Marion Kerr : Hamlet
- 2022 : Alone in the Dark de Brant Daugherty : Cheyenne

### Télévision

#### Téléfilms
- 2011 : The Drama Department de Jesse Patch : Diana

#### Séries télévisées
- 2007 : Sportlets : Amy / Athletica (2 épisodes)
- 2009 : Esprits criminels (Criminal Minds) : Vicki (1 épisode)
- 2009 : How I Met Your Mother : la demoiselle d'honneur (1 épisode)
- 2011 : Super Sportlets : Amy / Athletica
- 2011 : La Force du destin (All My Children) : la mère (1 épisode)
- 2013 : Touch : Claire (1 épisode)
- 2014 : Dads : une client (1 épisode)
- 2015 : NCIS : Enquêtes spéciales (NCIS) : Suzy (1 épisode)
- 2015 : Gone: A Wayward Pines Story (web-série) : Elena (6 épisodes)
- 2017 : Au fil des jours (One Day at a Time) : Kristen (1 épisode)
- 2017 : This Is Us : Stacy (1 épisode)
- 2018 : Supergirl : Julia Freeman / Purity (5 épisodes)
- 2018 : Adam Ruins Everything : Cori (1 épisode)
- 2019 : Bull : Sadie Washington (1 épisode)
- 2019 : For All Mankind : Danielle Poole
- 2020 : Shameless : Mora (1 épisode)
- 2023 : The Answers : Ellis

## Vie privée
Krys Marshall se définit comme pansexuelle.